# Mirischia
Mirischia — невеликий (завдовжки два метри) рід компсогнатидних тероподних динозаврів з альбської стадії (ранній крейдяний період) Бразилії.

## Відкриття та найменування
У 2000 році Девід Мартіл та Еберхард Фрей повідомили про знахідку невеликої скам'янілості динозавра в крейдяній конкреції, незаконно придбаної Німецьким державним музеєм природи Карлсруе у нелегального бразильського торговця скам'янілостями, який вказав, що шматок був знайдений у Шапада-ду-Араріпе, зокрема в Араріпіні, Пернамбуку. У 2004 році типовий вид Mirischia asymmetrica був названий і описаний Мартіллом, Фреєм і Дарреном Нейшем. Родова назва поєднує латинське mirus, «чудовий», з «ischia», латинізованою множиною грецького ἴσχιον, ischion, «тазостегновий суглоб». Видова назва asymmetrica стосується того факту, що в зразку ліва сіднична кістка відрізняється від правої.
Голотип, SMNK 2349 PAL, ймовірно походить із формації Ромуальдо групи Сантана, що датується альбом. Він складається з частково шарнірного скелета, який в основному складається з таза і неповних задніх кінцівок, включаючи два задніх спинних хребця, ребро, гастралію, частково клубову кістку, лобок і сідничну кістку, частково стегнові кістки та верхню частину правої великогомілкової та малогомілкової кісток. Попереду лобка є шматочок скам'янілої кишки. Екземпляр являє собою недорослу особину.

## Опис
Мірищія була невеликим двоногим хижаком. У 2004 році його довжина була оцінена у 2,1 метра. У 2010 році Грегорі С. Пол оцінив вагу в сім кілограмів. Голотип Mirischia відрізняється тим, що має асиметричну сідничну кістку. Зразок також незвичайний тим, що в ньому збереглися деякі залишки м'яких тканин: окрім кишки, між лобковою та сідничною кістками у вигляді порожнечі збереглося те, що описувачі інтерпретували як повітряний мішок. Попередні дослідники припускали, що непташині тероподи, як і птахи, можуть мати посткраніальні повітряні мішки, і Mirischia, здається, це підтверджує. Іншою примітною рисою є виняткова тонкість кісткової стінки всіх елементів скелета.

## Філогенез
У 2004 році Mirischia була віднесена до Compsognathidae, як тісно пов'язана з Compsognathus з верхньої юри Європи та Aristosuchus з нижньої крейди Англії. Тоді це був би єдиний компсогнатид, відомий з Америки. У 2010 році Нейш припустив, що це натомість був основний представник Tyrannosauroidea.